# Тоголок Молдо
Тоголо́к Молдо́ (настоящее имя — Байымбет Абдрахман уулу, при жизни по-русски именовался как Байымбет Абдырахманов; 10 июня 1860 — 4 января 1942) — киргизский советский поэт и акын. Исполнитель эпоса «Манас».
Член СП СССР с 1938 года. Участник первой декады киргизского искусства и литературы в Москве (1939). Награждён орденом «Знак Почёта».

## Биография
Акын Тоголок Молдо родился в местности Куртка (ныне Ак-Талинский район Нарынской области) в семье крестьянина 10 июня (по другим данным 17 июня) 1860 года. Отец будущего акына, Абдырахман, был знатоком киргизской лирики и нередко выступал с песнями среди народа.
С 9 лет Байымбет обучался грамоте у местного муллы. Учился в сельской мусульманской школе. В 14 лет, лишившись отца, воспитывался у брата деда — Музооке, известного в то время акына и комузиста. Через 4 года умер и Музооке, и их семья, оказавшись в бедственном положении, вынуждена была переселиться в Джумгал и наняться в батраки к местному манапу. Однако и здесь их положение не улучшилось, и они перебрались в Чуйскую долину к родственникам матери в с.Кара-Добе близ г.Токмака. Здесь Байымбет батрачит на местных баев. Страстная тяга к знаниям вынудила Байымбета наняться в батраки к местному мулле. Однако мулла не очень заботился о его обучении, и он, поссорившись с ним, уходит. Работает лекарем, учит грамоте детей. Живя в Чуйской долине, Байымбет знакомится с известными киргизскими и казахскими певцами-импровизаторами, читает книги Низами, Навои, Фирдоуси, Хафиза, Абая и др. В эти годы он выучился мастерству пересказа эпоса «Манас» от знаменитого сказителя-манасчы Тыныбека.
В 1887 году Байымбет возвращается в родное село Куртка и с новой силой отдается творческой работе. За свою приметную внешность — он был коренаст и плотен (кругляк) и за умение читать и писать акына прозвали «Тоголок Молдо». Впоследствии это прозвище стало его постоянным псевдонимом.
В 1880 году Тоголок Молдо встречается в Кетмень-Тюбе со своим знаменитым современником акыном демократом Токтогулом Сатылгановым. После возвращения Токтогула из ссылки между ними устанавливается постоянная связь.
В сатирических стихах и в поэмах «Кемчонтой», «Бабырканы» (обе — 1900) Тоголок Молдо обличал алчность богачей, в поэме «Сказание о водяных и наземных птицах» (1908) в аллегорической форме изобразил социальные противоречия.
В дореволюционное время Тоголок Молдо за свои демократические взгляды и выступления в защиту простого народа неоднократно подвергался преследованиям со стороны баев, басмачей и манапов. В 1916 году из-за травли со стороны манапов он был вынужден покинуть родные места и переселиться в с.Кол-Боор нынешнего Тогуз-Тороуского района. Там он встречает Октябрьскую революцию, становится её глашатаем, активно участвует в установлении Советской власти в родном крае. Акын восторженно встретил Октябрьскую революцию 1917. Написал поэмы «Революция» (1918), «Свобода» (1919—1923).
В начале 1920-х годов противники Советской власти пытаются убить акына, басмачи дважды разоряют его дом, увозят жену. В 1923 он вновь возвращается в родное село Куртка, одним из первых вступает в колхоз. В 1936—1938 годах он сдал в фонд НИИ при Наркомпросе республики огромное количество ценных материалов по этнографии, истории и фольклору киргизов.
Умер 4 января 1942 года. Похоронен у себя на родине.

## Творчество
Слагать стихи и записывать их Тоголок Молдо начал с 14 лет. Его многогранное творчество питали живительные соки двух могучих источников: киргизского фольклора и передовой прогрессивной дореволюционной письменной литературы Востока, издававшейся на татарском и казахском языках. Преломив это в своём творчестве Тоголок Молдо стал подлинным новатором в киргизской поэзии.
Дореволюционное творчество Тоголока Молдо характеризуется реалистическим отражением тяжёлого рабского положения простого народа, выражением его чаяний и надежд, призывом к стремлению осуществить свои светлые мечты.
В юношеские годы акын создал ряд произведений о любви. В стихотворениях «Черноглазая», «Толгонай», «Посвящение джигита девушке», «Посвящение девушки джигиту» и поэме «Урпюкан» он призывает киргизских девушек не соглашаться безропотно со своей бесправной долей, противостоять негативным сторонам патриархальных традиций, отстаивать свои права на любовь, своё социальное положение.
Особое место в творчестве Тоголока Молдо занимают плач и причитания — кошоки и плачижалобы — арманы. В оригинальной и в то же время традиционной форме причитания по умершему раскрываются мастерство и искусность народных умельцев, воспевается их созидательный труд. Примером таких произведений являются «Плач причитания жены дехканина», «Плач причитания жены кузнеца». В «Плаче-жалобе девушки, выданной замуж за мальчика», «Плаче-жалобе девушки, выданной замуж за старца», «Плаче девушки, отданной в рабство за долги» акын негодует по поводу кабального бесправного положения девушки киргизки, яростно обличает старые патриархальные порядки. Им создан ряд произведений на фольклорные сюжеты: «Старик со старухой», «Бабыркан», «Телибай Тентек» и др., в которых он разоблачает господствующие классы, держащие в страшной темноте народ, призывает его к просвещению. В сатирических стихах и поэмах «Проделки ходжи», «Овца в чалме», «Плач Чачы», «Недотёпа» он обличает представителей господствующего класса в тунеядстве, алчности и тупости, а в поэмах «Сказание о водных и наземных птицах», «Сказание о птицах» и др. в аллегорической форме изображает социальные противоречия того общества. Тоголок Молдо является основателем жанра басни в киргизской литературе. Приход Советской власти на киргизскую землю, свобода, обретённая его народом, вдохновили акына на создание множества стихотворений, которые в рукописном виде были распространены среди народа. Это поэмы «Революция» (1918), «Свобода» (1919—1923), «Наставление» (1925), «Наставление беднякам» и другие.
В годы Великой Отечественной войны его песни «Мы готовы» (1941), «Мы победим» (1941) и другие — призывали советский народ на борьбу с врагом.
Знаток киргизского фольклора Тоголок Молдо известен и как исполнитель эпоса «Манас». Впоследствии он записал вторую часть трилогии — «Семетей». Им записаны образцы вариантов киргизских эпосов «Шырдакбек», «Джаныл-Мырза», «Мендирман». Он собрал большое количество различных преданий, легенд, пословиц, поговорок.
Произведения Тоголока Молдо стали издаваться с 1925 года. Первым изданием акына явилась поэма «Насыят» («Наставление»), вышедшая в Москве в 1925 году. Ещё два прижизненных издания акына выпущены в 1939 году. Все произведения творческого наследия выдающегося акына-письменника изданы и переиздаются на родном и русском языках. Некоторые из них переведены на многие языки народов СССР.

## Память
- Широко отмечались общественностью республики 80-летие и 100-летие со дня рождения великого акына.
- В Бишкеке установлен памятник Тоголоку Молдо (скульптор Ольга Мануйлова).
- Его имя присвоено сёлам, школам, колхозам и совхозам, улицам городов республики.
- Портрет Тоголок Молдо на купюре 20 киргизских сом.

## Издания
На киргизском языке:
- Насыят. Поэма. — М.: СССР Калктарынын Борбор басма мекемеси, 1925. Наставление.
- Балдар жомоктору. — Ф.: Кыргызмамбас, 1939. Детские сказки.
- Жер жана анын балдары. — Ф.: Кыргызмамбас, 1939. Земля и её дети.
- Жыйнак. — Ф.: Кыргызмамбас, 1944. Сборник.
- Тандалган ырлар. — Ф.: Кыргызмамбас, 1951. Избранные стихи.
- Жер жана анын балдары. — Ф.: Кыргызмамбас, 1952. Земля и её дети.
- Эркиндик. — Ф.: Кыргызмамбас, 1953. Свобода.
- Чыгармалар: 1т. — Ф.: Кыргызмамбас, 1954. Сочинения, 1 том.
- Чыгармалар: 2т. — Ф.: Кыргызмамбас, 1955. Сочинения, 2 том.
- Балдар ыры. — Ф.: Кыргызокуупедмамбас, 1958. Детские стихи.
- Тандалган чыгармалар. — Ф.: Кыргызокуупедмамбас, 1960. Избранные произведения.
- Чыгармалар. — Ф.: Кыргызмамбас, 1960. Сочинения.
- Абышкакемпирдин көмөчү. — Ф.: Кыргызокуупедмамбас, 1961. Колобок старухи и старика.
- Жер жана анын балдары. — Ф.: Мектеп, 1964. Земля и её дети.
- Куштардын аңгемеси: Поэма. — Ф.: Мектеп, 1970. Рассказы о пернатых.
- Чыгармалар: 1—2т. — Ф.: Кыргызстан, 1970. Сочинения.
- Бөрү менен Түлкү. — Ф.: Мектеп, 1971. Волк и лиса.
- Канаттуулар. — Ф.: Мектеп, 1973. Птицы.
- Абышкакемпирдин көмөчү. — Ф.: Мектеп, 1974. Колобок старухи и старика.
- Балдарга. — Ф.: Мектеп, 1976. Детям.
- Бөдөнөнүн Түлкүнү алдаганы. — Ф.: Мектеп, 1977. Как перепёлка обманула лису.
- Куштардын аңгемеси. — Ф.: Мектеп, 1978. Беседа птиц.
- Бөрү менен Түлкү. — Ф.: Мектеп, 1979. Волк и лиса.
- Адам мүнөзү. — Ф.: Мектеп, 1980. Характеры людей.
- Бөрү менен Түлкү. — Ф.: Мектеп, 1981. Волк и лиса.
- Абышкакемпирдин көмөчү. — Ф.: Мектеп, 1984. Колобок.
- Насыят. — Ф.: Кыргызстан, 1985. Назидание.
- Бөрү менен Түлкү. — Ф.: Мектеп, 1986. Волк и лиса.

На русском языке:
- Избранные стихи. — М.: Госкомиздат, 1958.
- Дорогой песен. Стихи. — М.: Молодая гвардия. 1960.
- Волк и лиса. — Ф.: Мектеп, 1972.
- Волк и лиса. — Ф.: Мектеп, 1973.
- Сказка о птицах. — Ф.: Мектеп, 1973.
- Колобок. Сказка. — Ф.: Мектеп, 1975.
- Волк и лиса: Басни. — Ф.: Мектеп, 1986.